# تشارلز بي. هويت
تشارلز بي. هويت (بالإنجليزية: Charles B. Hoyt)‏ هو منافس ألعاب قوى أمريكي، ولد في 9 أكتوبر 1893 في غرينفيلد في الولايات المتحدة، وتوفي في 1978.